# Ансамбль Владивостокского городского полицейского управления и главного пожарного депо
Ансамбль Владивостокского городского полицейского управления и главного пожарного депо — архитектурный ансамбль во Владивостоке, состоящий из зданий Владивостокского городского полицейского управления и главного пожарного депо. Выстроен в 1895—1907 годах. Авторы проектов зданий — военный инженер Д. П. Колосовский и архитектор Ф. Ф. Постников. 
В ансамбль входят исторические здания по адресу улица Уборевича, дома 9, 9-а и 11. Сегодня они являются объектами культурного наследия Российской Федерации — памятниками градостроительства и архитектуры.

## История
На земельном участке № 30 Первого городского района Владивостока, на котором сегодня расположен ансамбль, до начала 1890-х годов существовала почтовая станция, необходимость в которой отпала после начала строительства Уссурийской железной дороги. 
28 апреля 1880 года по Высочайшему повелению Владивосток был «возведён в степень города». Встал вопрос о создании городского полицейского управления и формировании его штата. Первоначально состав городской полиции был немногочисленным: полицмейстер, два полицейских надзирателя и пять нижних чинов. К концу 1880-х годов постоянно откладывавшийся вопрос о строительстве полицейского управления, в связи с пополнением штата, перешёл в разряд «первостепенных городских нужд». 
В 1895 году было построено новое кирпичное здание полицейского управления (сегодня — Уборевича, 11). Актом исполнительной комиссии от 5 октября оно было принято во владение городом. Здание Управления было двухэтажным. Первый этаж предназначался, с левой стороны от входа, под канцелярию Управления, с правой располагались три комнаты под квартиру Брандмейстера и три комнаты для полиции. Во втором этаже правая сторона отводилась под квартиру Полицмейстера, левая, за исключением кухни, предназначалась для служебных комнат — приёмной, кабинета, комнаты вещественных доказательств. 
Документальные свидетельства относительно авторства здания отсутствуют. Автором проекта, предположительно, был Владивостокский городской архитектор, в чьи обязанности входило проектирование и строительство муниципальных зданий. Таким образом, проект здания должен был выполнить военный инженер Д. П. Колосовский, замещавший должность городского архитектора. Подряд на строительство получил и исполнил В. А. Жариков. 
Кроме здания полицейского управления, к 1895 году на земельном участке № 30 было возведено множество иных построек для пожарной части: конюшен, складов инвентаря, пожарных повозок и прочее. В 1896 году к зданию Управления была сделана пристройка в виде смотровой башни, с которой дежурный пожарный мог обозревать окрестности и обнаружить возгорание в западной части города.  
Между первым и вторым этажами главного фасада здания, обращённого на улицу Суйфунскую, была сделана надпись: «Суйфунская часть городской пожарной команды». В официальных документах и справочниках она также именовалась, как Первая пожарная часть.
В 1907 году было окончено строительство здания пожарного депо. Автором проекта выступил архитектор Фёдор Фёдорович Постников, стоявший у истоков развития пожарного дела во Владивостоке: он занимал пост начальника городской пожарной команды и вольной дружины. Первый этаж здания депо занимали помещения пожарной команды и конюшня, а на втором располагались камеры полицейского управления.  
Работы по строительству комплекса зданий для пожарных и полицейских нужд на земельном участке № 30 в целом были окончены в конце 1907 года и окончательно завершены в начале 1908 года. Во всех домах пожарной части и полиции было устроено паровое отопление. 
В советское время два здания пожарной охраны и бывшее здание полицейского управления, имея общий адрес: улица Суйфунская (Уборевича), 9, получили отдельные номера строений: 1, 2 и 3. После корректировки адресов 1990-х — 2000-х им были присвоены самостоятельные адреса: Уборевича, 9, 9-а и 11.
В наши дни здание пожарной части используется по прямому назначению. Здание полицейского управления, надстроенное в 1930-х годах на два этажа, в 1990-х годах перешло в частную собственность.

## Владивостокское городское полицейское управление
| Объект культурного наследия народов РФ регионального значения (Приморский край) | Объект культурного наследия России регионального значения рег. № 251410122060005 (ЕГРОКН) объект № 2530022001 (БД Викигида) |

Здание расположено на углу квартала на пересечении улиц Уборевича и Семёновской, главным фасадом ориентировано на улицу Уборевича. Прямоугольное в плане, с двумя ризалитами со стороны главного и дворового фасадов. Цокольная часть выполнена из природного тёсаного камня, несущие стены — из керамического глиняного кирпича. Декоративные элементы выполнены из напусков кирпича и штукатурного раствора. композиция главного фасада симметричная трёхчастная, с четырёхэтажным ризалитом.

## Главное пожарное депо
| Объект культурного наследия народов РФ регионального значения (Приморский край) | Объект культурного наследия России регионального значения рег. № 251721130100005 (ЕГРОКН) объект № 2500755000 (БД Викигида) |

Состоит из двух зданий: выходящее фасадом на улицу Уборевича (дом 9) и в глубине квартала (дом 9-а). Как и большинство сооружений с линейным расположением в структуре городской застройки, здание пожарной части имеет один парадный фасад. Первоначально фасад представлял собой симметричную пятичастную композицию, построенную на ритмическом сочетании прямоугольных окон, лучковых дверных проёмов, узких гладких и широких рустованных простенков. Центральная ось была акцентирована трёхчастным аттиком, увенчанным треугольным фронтоном. В настоящее время уличный фасад утратил первоначальный вид. После реконструкции изменились пропорции и расположение окон второго этажа, что негативно сказалось на внешнем облике сооружения.            